# Carmen Pimentel
Teresa Carmen Pimentel Peschiera (ur. 2 sierpnia 1961 w Limie) – peruwiańska siatkarka.
Reprezentantka kraju na igrzyskach olimpijskich w Moskwie i Los Angeles. Zdobyła srebrny medal na mistrzostwach świata w Peru. Ponadto zajęła drugie miejsce na igrzyskach panamerykańskich w 1979, natomiast w 1983 stanęła na najniższym stopniu podium. W mistrzostwach Ameryki Południowej w latach 1979 i 1985 zajęła z drużyną narodową pierwsze miejsce, zaś w 1981 drugie miejsce.